# Kenneth E. Hagin

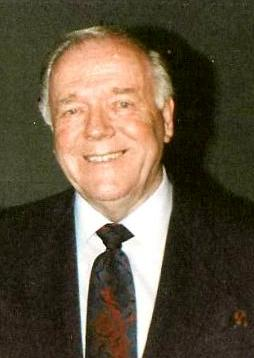
Kenneth Erwin Hagin

Kenneth Erwin Hagin (* 20. August 1917 in McKinney, Texas; † 19. September 2003) war ein sehr einflussreicher Prediger der Pfingstbewegung aus den USA. Er gilt oft als der Vater der Wort-des-Glaubens-Bewegung (Word of Faith). Er wurde am selbst gegründeten Rhema Bible College und am Faith Theological Seminary in Tampa, Florida, theologisch ausgebildet. Die vom Charismatiker Oral Roberts gegründete Oral Roberts University verlieh ihm in den 1970er Jahren das Ehrendoktorat.

## Leben
Hagin kam in McKinney, Texas als Sohn von Lillie Viola Drake Hagin und Jess Hagin auf die Welt. Laut eigener Aussage litt Hagin als Kind an einem angeborenen Herzdefekt. Man erwartete nicht, dass er seine unheilbare Krankheit überleben würde. Geschwächt von seiner Krankheit wurde er im Alter von 15 Jahren bettlägerig. Während einer drastischen Bekehrung berichtet er davon, dass er in zehn Minuten dreimal starb und wieder zurück ins Leben kam. Jedes Mal während dieser Übergänge sah er die Grausamkeiten der Hölle.
1934, zwei Jahre nach seiner Bekehrung, hielt Hagin seine erste Predigt als Pastor einer kleinen Gemeinschaftskirche in Roland, Texas. Hagins Lieblingsbibelstelle war (Mk 11,23 ): „Ich versichere euch: Wenn jemand zu diesem Berg sagt: ‚Auf, stürze dich ins Meer‘, und hat keinerlei Zweifel, sondern vertraut fest darauf, dass es geschieht, dann geschieht es auch.“ Hagin meinte zu dieser Stelle oft „Ich habe diese Stelle so oft zitiert, dass einige vielleicht denken, ich hätte sie geschrieben, doch das habe ich nicht, es ist heiliges Wort und ein Versprechen Gottes.“
Während der nächsten zwölf Jahre predigte Hagin in fünf verschiedenen Kirchen in Texas. 1949 begann er als reisender Bibellehrer und Evangelist zu arbeiten. Bald wurde er ein vollständiges Mitglied der 1951 gegründeten Full Gospel Business Men's Fellowship International (FGBMFI).
1963 wurde die Hagin Organisation (englisch: Kenneth Hagin Ministries) gegründet, welche 1966 nach Tulsa, Oklahoma, umzog. Im gleichen Jahr hielt er auch seine erste Predigt im Radio. Ein Jahr später begann er dann regelmäßig in einer Radiosendung zu predigen, welche nach seinem Tod als Faith Seminar of the Air weitergeführt wurde. Seit der Gründung von Hagins Organisation wuchs diese und die von ihr geführten Medien rasant an:
- Faith Library Publications – mit 65 Millionen Buchdrucken
- Rhema Praise, eine wöchentliche Fernsehsendung auf Rhema TV
- Faith Seminar of the Air – ein Radioprogramm, dass sowohl auf zahlreichen Radiostationen sowie im Internet zu hören ist.
- The Word of Faith – ein monatliches Magazin mit über 250.000 Abonnenten
- täglicher Podcast Rhema for today.

1974 gründete Hagin das Rhema Bible Training Center, welches heute in bereits 37 Ländern Ableger und über 50.000 Absolventen hat. 1979 gründete er das Rhema Prayer and Healing Center, welches Kranken einen Platz bietet, um ihren Glauben zu stärken. Neben den genannten Dingen, unterstützt die Rhema Vereinigung weltweit Projekte anderer Christen. Hagin war danach weiterhin als Prediger in ganz Nordamerika tätig, wo er die Veranstaltungen von All Faiths’ Crusades leitete und weitere Treffen prägte. Drei Tage nachdem Hagin wegen einer Herzarrhythmie ins Koma fiel, starb er am 19. September 2003. Sein Tod löste auf der ganzen Welt Betroffenheit aus, seine Beerdigung wurde sogar im Internet übertragen.

## Familie
Hagin heiratete Oretha Rooker (* 1918) am 25. November 1938, von der er zwei Kinder bekam: Den Sohn Kenneth W. Hagin und die Tochter Patricia Harrison (verwitwet). Kenneth W. Hagin wurde der Nachfolger von Kenneth E. Hagin gegründeten Rhema Bible Church und der Präsident von Kenneth Hagin Ministries. Patricia Harrison ist die Inhaberin des in Oklahoma gelegenen Verlags Harrison House.

## Lehre
Hagin sah sich als dynamischer Prediger, Lehrer und Prophet, der durch seine Predigten „im Glauben“ Aufsehen und Bekanntheit erlangte. Der Kern seiner Lehre beruhte vorwiegend auf dem Thema Glauben und Heilung, die er mit Geschichten von Gottes erlebter Kraft und Macht illustrierte. Menschen aller Ethnien auf der Welt sollten mit der Botschaft von Jesus Christus erreicht, gerettet, geheilt und freigesetzt werden, damit sie entdecken, wer sie in Christus sind. Auch die Nachfolger von Kenneth Hagin Ministries sind dieser Vision verpflichtet.

## Bibliographie (Auswahl)
- I believe in visions, 1972.
- Man on Three Dimensions, 1973.
- Why Tongues? 1975.
- Growing Up Spiritually, 1976.
- Words, 1979.
- Concerning Spiritual Gifts, 1980.
- How to Turn Your Faith Loose, 1980.
- Why Do People Fall Under the Power? 1981.
- Casting Your Cares Upon Lord, 1982.
- Exceedingly Growing Faith, 1983.
- The Precious Blood of Jesus, 1984.
- Love Never Fails, 1984.
- The Gifts and Calling of God, 1986.
- Hear and Be Healed, 1987.
- Understanding: How to Fight the Good Fight of Faith, 1987.
- Understanding the Anointing, 1987.
- God's Irresistible Word, 1989.
- Bible Faith Study Course, 1992.
- The Holy Spirit and His Gifts, 1995.
- How to Live Worry-Free, 1997.
- Greater Glory, 1999.
- Bible Healing Study Course, 2002.
- Steps to Answered Prayer (Spiritual Growth), 2003.
- The Believer's Authority, 2004.
- The Name of Jesus, 2006.

### Deutsche Übersetzungen
- Apostel, Propheten und Pastoren. Eine biblische Betrachtung, Shalom Verlag, ISBN 978-3-909260-33-1.
- Biblischer Glaube – ein Studienkurs, Shalom Verlag, ISBN 978-3-924054-50-2.
- Das Zungenreden über die Apostelgeschichte hinaus. Alles, was man über das Zungenreden wissen sollte, Shalom Verlag, Bad Griesbach, ISBN 978-3-92405-465-6.
- Das zweifache Wirken des Heiligen Geistes. Der Geist in uns & der Geist auf uns, Shalom Verlag, Bad Griesbach, ISBN 978-3-924054-85-4.
- Der Heilige Geist und Seine Gaben – ein Studienkurs, Shalom Verlag, Bad Griesbach, ISBN 978-3-924054-12-0.
- Die Gabe des Midas. Eine ausgewogene Betrachtung zu biblischem Wohlstand, Shalom Verlag, Bad Griesbach, ISBN 978-3-924054-84-7.
- Die hohe Kunst des Gebets. Ein Handbuch zum Beten, Shalom Verlag, Bad Griesbach, ISBN 978-3-924054-83-0.
- Die Salbung, Shalom Verlag, Bad Griesbach, ISBN 978-3-924054-14-4.
- Eine frische Salbung, Shalom Verlag, Bad Griesbach, ISBN 978-3-924054-48-9.
- Folge Gottes Plan für dein Leben, Shalom Verlag, Bad Griesbach, ISBN 978-3-909260-40-9.
- Geführt von Gottes Geist, Shalom Verlag, Bad Griesbach 2017 und 2018, ISBN 978-3-924054-28-1.
- Heilung durch Gottes Wort, Andachtsbuch, Shalom Verlag, Bad Griesbach 2005 und 2014, ISBN 978-3-90926-035-5.
- Herr, lehre uns beten. 26 Lektionen über das Gebet, Shalom Verlag, Bad Griesbach, ISBN 978-3-924054-00-7.
- Nicht länger Unmündige, Shalom Verlag, Bad Griesbach, ISBN 978-3-924054-29-8.